# نوپسرها پونکتاتا
نوپسرها پونکتاتا یک گونه سوسک از خانوادهٔ سوسک‌های شاخک‌دراز است. کارل جردن در سال ۱۹۸۴ این گونه را توصیف و بررسی کرد.

## انواع
- Nupserha punctata var. seminigripennis Breuning, 1950
- Nupserha punctata var. parterufiventris Breuning, 1950